# Vico nel Lazio
Vico nel Lazio es una localidad y comune italiana de la provincia de Frosinone, región de Lacio, con 2.311 habitantes.
Vico nel Lazio es una fortaleza de la Edad Media a donde se puede ver su antigüedad. El pueblo tiene unas iglesias muy antiguas (XII siglo) y su catedral fue construida en 1521 y restaurada en 1700. Adentro hay muchas estatuas, frescos, pinturas, una capilla bizantina y aquí está la estatua de su santo patrón Giorgio mártir.

## Evolución demográfica
| Gráfica de evolución demográfica de Vico nel Lazio entre 1861 y 2001 |
|                                                                      |
| Fuente ISTAT - elaboración gráfica de Wikipedia                      |